# Mongolië op de Olympische Winterspelen 1964
Tijdens de Olympische Winterspelen van 1964, die in Innsbruck (Oostenrijk) werden gehouden, nam Mongolië voor de eerste keer deel.

## Deelnemers en resultaten

### Biatlon
| Olympiër             | Discipline | Resultaat | Prestatie                               |
| -------------------- | ---------- | --------- | --------------------------------------- |
| Bajanjavyn Damdinjav | 20 km (m)  | 38e       | 1:46.19,7 (+25.52,9) pen.: 7 (3-1-1-2)  |
| Bizjaagiin Dasjgai   | 20 km (m)  | 42e       | 1:51.26,0 (+30.59,2) pen.: 10 (3-2-2-3) |
| Tudeviin Lhamsüren   | 20 km (m)  | 44e       | 1:53.10,1 (+32.43,3) pen.: 8 (2-4-1-1)  |
| Tsambyn Danzan       | 20 km (m)  | 49e       | 2:06.45,6 (+46.18,8) pen.: 15 (4-5-2-4) |

### Langlaufen
| Olympiër                      | Discipline | Resultaat | Prestatie            |
| ----------------------------- | ---------- | --------- | -------------------- |
| Dambadarjaagiin Baadai        | 15 km (m)  | 68e       | 1:05.23,6 (+14.29,5) |
| Bajanjavyn Damdinjav          | 30 km (m)  | 60e       | 1:51.25,2 (+20.34,5) |
| Luvsan-Ajuusjiin Dasjdemberel | 15 km (m)  | 54e       | 1:00.08,1 (+9.14,0)  |
| Bizjaagiin Dasjgai            | 30 km (m)  | 58e       | 1:49.24,7 (+18.34,0) |
| Sodnomtserengiin Natsagdorj   | 15 km (m)  | 64e       | 1:02.23,4 (+11.29,3) |
| Sodnomtserengiin Natsagdorj   | 30 km (m)  | 57e       | 1:49.07,1 (+18.16,4) |
| Banzragtsjiin Zundui          | 15 km (m)  | 63e       | 1:02.21,5 (+11.27,4) |
| Banzragtsjiin Zundui          | 30 km (m)  | 59e       | 1:49.27,3 (+18.36,6) |
|                               |            |           |                      |
| Jigjeegiin Javzandulam        | 5 km (v)   | 30e       | 22.57,5 (+5.07,0)    |
| Jigjeegiin Javzandulam        | 10 km (v)  | 34e       | 54.47,6 (+14.23,3)   |
| Dorjgotovyn Pürevloov         | 5 km (v)   | 31e       | 24.55,8 (+7.05,3)    |
| Dorjgotovyn Pürevloov         | 10 km (v)  | 35e       | 55.03,6 (+14.39,3)   |

### Schaatsen
| Olympiër               | Discipline   | Resultaat | Prestatie         |
| ---------------------- | ------------ | --------- | ----------------- |
| Luvsanlhagvyn Dasjnjam | 500 m (m)    | 38e       | 44,1 (+4,0)       |
| Luvsanlhagvyn Dasjnjam | 1500 m (m)   | 46e       | 2.23,9 (+13,6)    |
| Luvsansharavyn Tsend   | 5000 m (m)   | 31e       | 8.23,9 (+45,5)    |
| Luvsansharavyn Tsend   | 10.000 m (m) | 25e       | 17.12,4 (+1.22,3) |
|                        |              |           |                   |
| Tsedenjavyn Lhamjav    | 1000 m (v)   | 24e       | 1.43,5 (+10,3)    |
| Tsedenjavyn Lhamjav    | 3000 m (v)   | 20e       | 5.42,6 (+27,7)    |

Argentinië · Australië · België · Bulgarije · Canada · Chili · Denemarken · Duits eenheidsteam · Finland · Frankrijk · Griekenland · Groot-Brittannië · Hongarije · IJsland · India · Iran · Italië · Japan · Joegoslavië · Libanon · Liechtenstein · Mongolië · Nederland ·  Noord-Korea · Noorwegen · Oostenrijk · Polen · Roemenië · Sovjet-Unie · Spanje · Tsjecho-Slowakije · Turkije · Verenigde Staten · Zuid-Korea · Zweden · Zwitserland